# Vrani
Vrani is een Roemeense gemeente in het district Caraș-Severin.
Vrani telt 1171 inwoners.